# Campionati mondiali di freestyle 2001
I Campionati mondiali di freestyle 2001 sono stati la 9ª edizione della manifestazione. Si sono svolti a Whistler Mountain, in Canada, dal 17 al 21 gennaio 2001. 

## Risultati

### Uomini

#### Salti
| Posizione | Atleta             | Nazione     |
| --------- | ------------------ | ----------- |
| 1         | Aljaksej Hryšyn    | Bielorussia |
| 2         | Dzmitryj Daščynski | Bielorussia |
| 3         | Joe Pack           | Stati Uniti |

Data: 20 gennaio 2001

#### Gobbe
| Posizione | Atleta                    | Nazione   |
| --------- | ------------------------- | --------- |
| 1         | Mikko Ronkainen           | Finlandia |
| 2         | Pierre-Alexandre Rousseau | Francia   |
| 3         | Stéphane Rochon           | Canada    |

Data: 19 gennaio 2001

#### Gobbe in parallelo
| Posizione | Atleta           | Nazione |
| --------- | ---------------- | ------- |
| 1         | Stéphane Yonnet  | Francia |
| 2         | Patrick Sundberg | Svezia  |
| 3         | Johann Grégoire  | Francia |

Data: 21 gennaio 2001

### Donne

#### Salti
| Posizione | Atleta           | Nazione  |
| --------- | ---------------- | -------- |
| 1         | Veronika Bauer   | Canada   |
| 2         | Michéle Rohrbach | Svizzera |
| 3         | Deidra Dionne    | Canada   |

Data: 20 gennaio 2001

#### Gobbe
| Posizione | Atleta       | Nazione   |
| --------- | ------------ | --------- |
| 1         | Kari Traa    | Norvegia  |
| 2         | Maria Despas | Australia |
| 3         | Aiko Uemura  | Giappone  |

Data: 19 gennaio 2001

#### Gobbe in parallelo
| Posizione | Atleta         | Nazione  |
| --------- | -------------- | -------- |
| 1         | Kari Traa      | Norvegia |
| 2         | Corinne Bodmer | Svizzera |
| 3         | Tami Bradley   | Canada   |

Data: 21 gennaio 2001

## Medagliere
| Pos.   | Paese       | Oro | Argento | Bronzo | Totale |
| ------ | ----------- | --- | ------- | ------ | ------ |
| 1      | Norvegia    | 2   | 0       | 0      | 2      |
| 2      | Francia     | 1   | 1       | 1      | 3      |
| 3      | Bielorussia | 1   | 1       | 0      | 2      |
| 4      | Canada      | 1   | 0       | 3      | 4      |
| 5      | Finlandia   | 1   | 0       | 0      | 1      |
| 6      | Svizzera    | 0   | 2       | 0      | 2      |
| 7      | Australia   | 0   | 1       | 0      | 1      |
| 7      | Svezia      | 0   | 1       | 0      | 1      |
| 9      | Stati Uniti | 0   | 0       | 1      | 1      |
| 9      | Giappone    | 0   | 0       | 1      | 1      |
| Totale | Totale      | 6   | 6       | 6      | 18     |